# Supercup der Frauen 2024
La Supercup der Frauen 2024 di calcio, citata anche come Google Pixel Supercup der Frauen per logiche di sponsorizzazione, è stata la settima edizione della Supercup der Frauen, la prima dalla sospensione del trofeo dopo l'ultima edizione del 1997. La partita per l'assegnazione del trofeo è stata disputata il 28 agosto 2024 al Rudolf-Harbig-Stadion di Dresda e ha visto la vittoria del Bayern Monaco, al primo successo nella competizione.
L'incontro è stato trasmesso in chiaro su Sport1, Magenta Sport e sulla piattaforma streaming DAZN.

## Formato
Come in tutte le precedenti edizioni, il numero di partecipanti è di due squadre: il Bayern Monaco, vincitore del campionato di Frauen-Bundesliga 2023-2024, e il Wolfsburg, vincitore della DFB-Pokal der Frauen 2023-2024. La competizione si svolge in gara unica in campo neutro.

## Squadre partecipanti
| Squadra       | Qualificazione                                 | Ultima partecipazione |
| ------------- | ---------------------------------------------- | --------------------- |
| Bayern Monaco | 1º classificato in Frauen-Bundesliga 2023-2024 | -                     |
| Wolfsburg     | Vincitore DFB-Pokal der Frauen 2023-2024       | -                     |

## Tabellino
| Arbitro: | Michel |

|         |           |  |
| Bühl 9’ | Marcatori |  |

| Bayern Monaco | Wolfsburg |

| P                | 1  | Maria Luisa Grohs             |  |     |
| D                | 6  | Tuva Hansen                   |  |     |
| D                | 4  | Glódís Perla Viggósdóttir (c) |  |     |
| D                | 5  | Magdalena Eriksson            |  |     |
| D                | 7  | Giulia Gwinn                  |  | 78’ |
| C                | 31 | Georgia Stanway               |  |     |
| C                | 25 | Sarah Zadrazil                |  |     |
| A                | 10 | Linda Dallmann                |  | 71’ |
| C                | 21 | Pernille Harder               |  |     |
| A                | 17 | Klara Bühl                    |  | 78’ |
| A                | 9  | Jovana Damnjanović            |  | 64’ |
| A disposizione:  |    |                               |  |     |
| P                | 41 | Anna Wellmann                 |  |     |
| D                | 2  | Linda Sembrant                |  |     |
| D                | 30 | Carolin Simon                 |  | 78’ |
| C                | 12 | Sydney Lohmann                |  | 71’ |
| C                | 16 | Julia Zigiotti Olme           |  |     |
| C                | 26 | Samantha Kerr                 |  |     |
| A                | 11 | Lea Schüller                  |  | 78’ |
| A                | 20 | Franziska Kett                |  | 64’ |
| A                | 24 | Weronika Zawistowska          |  |     |
| Allenatore:      |    |                               |  |     |
| Alexander Straus |    |                               |  |     |

| P               | 1  | Merle Frohms             |  |     |
| D               | 2  | Lynn Wilms               |  |     |
| D               | 4  | Kathrin Hendrich         |  | 75’ |
| D               | 31 | Marina Hegering          |  |     |
| D               | 14 | Nuria Rábano             |  | 62’ |
| C               | 6  | Janina Minge             |  | 85’ |
| C               | 10 | Svenja Huth (c)          |  |     |
| C               | 8  | Lena Lattwein            |  |     |
| A               | 23 | Sveindís Jane Jónsdóttir |  |     |
| A               | 9  | Lineth Beerensteyn       |  | 62’ |
| A               | 29 | Jule Brand               |  | 75’ |
| A disposizione: |    |                          |  |     |
| P               | 22 | Lisa Schmitz             |  |     |
| D               | 24 | Joelle Wedemeyer         |  | 75’ |
| D               | 39 | Sarai Linder             |  | 62’ |
| C               | 7  | Chantal Hagel            |  | 85’ |
| C               | 13 | Luca Papp                |  |     |
| C               | 18 | Justine Kielland         |  |     |
| A               | 11 | Alexandra Popp           |  | 62’ |
| A               | 20 | Ariana Arias             |  |     |
| A               | 25 | Vivien Endemann          |  | 75’ |
| Allenatore:     |    |                          |  |     |
| Tommy Stroot    |    |                          |  |     |